# Calothamnus schaueri
Calothamnus schaueri là một loài thực vật có hoa trong Họ Đào kim nương. Loài này được Lehm. mô tả khoa học đầu tiên năm 1842.